# روبرت مايلز (لاعب كريكت)
روبرت مايلز (24 يناير 1846 - 26 فبراير 1930) (بالإنجليزية: Robert Miles)‏ هو لاعب كريكت بريطاني وبريطاني (وحمل سابقاً جنسية المملكة المتحدة لبريطانيا العظمى وأيرلندا).